# Freak Show (film)
Pour les articles homonymes, voir Freakshow.
Pour plus de détails, voir Fiche technique et Distribution.
Freak Show est un film américain réalisé par Trudie Styler, sorti en 2017.

## Synopsis
Billy Bloom, un adolescent, décide de tout faire pour devenir la reine du bal de son lycée conservateur.

## Fiche technique
- Titre : Freak Show
- Réalisation : Trudie Styler
- Scénario : Patrick J. Clifton et Beth Rigazio d'après le roman de James St. James
- Musique : Dan Romer
- Photographie : Dante Spinotti
- Montage : Sarah Flack
- Production : Jeffrey Coulter, Chris Miller, Bryan Rabin, Celine Rattray, Trudie Styler, Ember Truesdell et Charlotte Ubben
- Société de production : Maven Pictures, Flower Films, Bruno Wang Productions, Co Made et Freak Show Films
- Société de distribution : IFC in Theaters (États-Unis)
- Pays :  États-Unis,  Royaume-Uni et  Suède
- Genre : Comédie dramatique
- Durée : 91 minutes
- Dates de sortie : 
  -  Allemagne : 13 février 2017 (Berlinale)
  -  États-Unis : 12 janvier 2018

## Distribution
- Alex Lawther : Billy Bloom
- Ian Nelson : Flip
- AnnaSophia Robb : Blah Blah Blah
- Celia Weston : Florence
- Walden Hudson : Bib
- Abigail Breslin : Lynette
- Daniel Bellomy : Bo-Bo
- Bette Midler : Muv
- Larry Pine : William
- Christopher Dylan White : Bernard
- Willa Fitzgerald : Tiffany
- Michael Park : le principal Onnigan
- John McEnroe : le coach Carter
- Mickey Sumner : Dr. Veronica Vickers
- Wally Dunn : M. Reamer
- Marceline Hugot (en) : Mme. Monusky
- Charlotte Ubben : Sesame
- Laverne Cox : Felicia Watts

## Accueil
Le film a reçu un accueil mitigé de la critique. Il obtient un score moyen de 54 % sur Metacritic.